# Solms-Braunfels

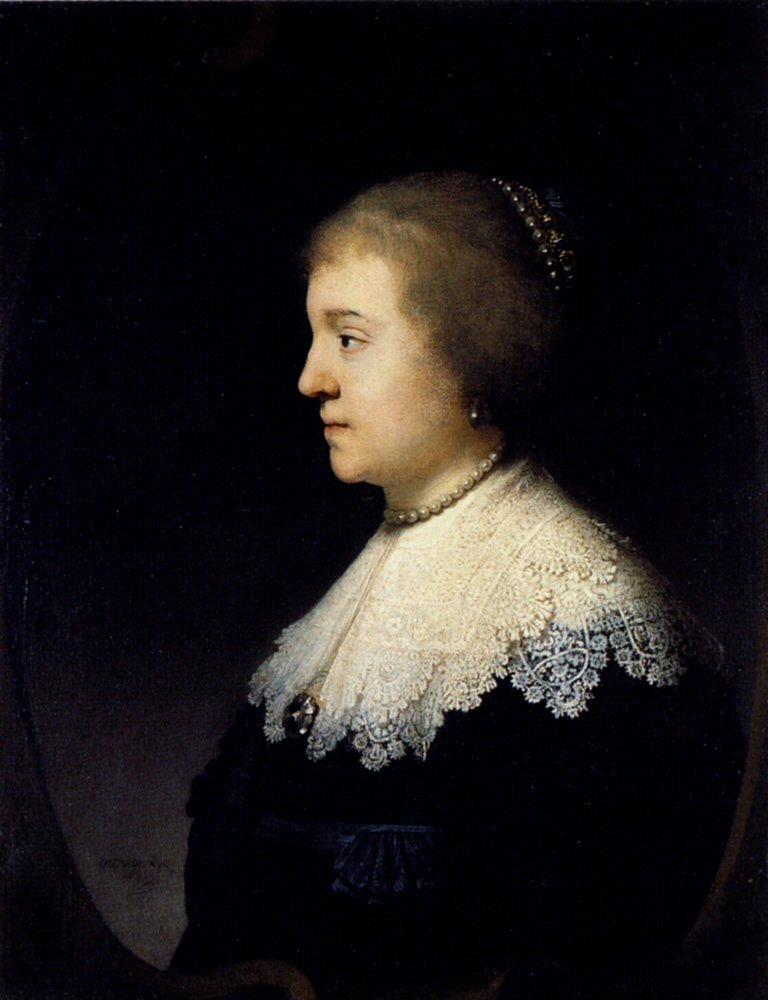
Amalia di Solms-Braunfels (1602–1675), moglie di Federico Enrico d'Orange (ritratto di Rembrandt van Rijn, 1632)

Solms-Braunfels fu una contea nell'attuale regione dell'Assia in Germania.
Solms-Braunfels derivò dalla partizione di Solms, e venne elevata a Principato nel 1742. Solms-Braunfens venne diviso in: se stesso e Solms-Ottenstein nel 1325; in se stesso e nel Solms-Lich nel 1409; infine venne diviso in se stesso, Solms-Greifenstein e Solms-Hungen nel 1592. Solms-Braunfels venne diviso, dopo la secolarizzazione del Sacro Romano Impero tra Austria, Assia-Darmstadt, Prussia e Württemberg, nel 1806.

## Reggenti di Solms-Braunfels

### Conti di Solms-Braunfels (1258–1742)
- Enrico III (1258–1312)
- Bernardo I (1312–1349)
- Ottone I (1349–1409)
- Bernardo II (1409–1459)
- Ottone II (1459–1504)
- Bernardo III (1504–1537)
- Filippo (1537–1581)
- Corrado (1581–1592)
- Giovanni Alberto I (1592–1623) una delle sue figlie fu Amalia, moglie di Federico Enrico d'Orange
- Corrado Luigi (1623–1635)
- Giovanni Alberto II (1635–1648)
- Enrico Traietino (1648–1693)

lo stato passa al Solms-Graifenstein
- Guglielmo Maurizio di Solms-Greifenstein (1693–1724)

lo stato torna indipendente
- Federico Guglielmo (1724–1742) viene elevato al rango di principe imperiale dall'imperatore Carlo VII

### Principi di Solms-Braunfels (1742–1806)
- Federico Guglielmo, I principe di Solms-Braunfels (1742–1761)
  - Ferdinando Guglielmo Ernesto, II principe di Solms-Braunfels (1761–1783)
    - Guglielmo Cristiano Carlo, III principe di Solms-Braunfels (1783–1806)

### Principi non regnanti di Solms-Braunfels
- Guglielmo Cristiano Carlo, III principe di Solms-Braunfels (1806–1837)
- Ferdinando Guglielmo Federico, IV principe di Solms-Braunfels (1837-1873)
- Ernesto Federico Guglielmo Bernardo Giorgio Luigi Maria Alessandro, V principe di Solms-Braunfels (1873-1880)
- Giorgio Federico Bernardo Guglielmo Luigi Ernesto, VI principe di Solms-Braunfels (1880-1891)
- Giorgio Federico Vittorio Enrico Giuseppe Guglielmo Maria Giovanni Emanuele, VII principe di Solms-Braunfels (1891-1970)

Il casato principesco di Solms-Braunfels si estinse con Giorgio Federico nel 1970. Il castello di Braunfels fu ereditato dai Conti di Oppersdorf che hanno cambiato il loro nome in Conti di Oppersdorf-Solms-Braunfels
| Controllo di autorità | LCCN (EN) n2018015114 · J9U (EN, HE) 987009910676205171 |